# فورشهاوزن
فورشهاوزن (به فرانسوی: Furchhausen) یک کمون در فرانسه با جمعیت ۳۸۹ نفر است که در Canton of Saverne واقع شده‌است.